# Josip Katalinski
Josip Katalinski (Sarajevo, 12 maggio 1948 – Sarajevo, 9 giugno 2011) è stato un calciatore jugoslavo, di ruolo centrocampista.

## Carriera
Con lo Željezničar vinse il campionato jugoslavo nel 1972, poi nel 1975 si trasferì al Nizza e vi rimase fino al 1979, quando fu costretto al ritiro da un infortunio ai legamenti del ginocchio. Dal 1979 al 1980 fu consigliere tecnico dello Željezničar, poi tornò in Francia dove fu proprietario di un hotel a Cap d'Antibes e di uno a Fréjus e ricominciò a giocare a livello amatoriale in squadre come ES Fréjus, SEREL Nice, e Fréjus-Plage. Negli anni '90 tornò a fare il dirigente per lo Željezničar.
Nella sua carriera internazionale viene soprattutto ricordato per aver segnato la rete che consentì alla Jugoslavia di vincere lo spareggio con la Spagna per l'accesso alla fase finale dei campionati mondiali del 1974. Questo evento lo tramutò istantaneamente in un eroe nazionale. Ai campionati europei del 1976, nella finale per il terzo posto, marcò la prima rete della Jugoslavia contro l'Olanda.

## Palmarès

### Club
- Campionato jugoslavo: 1

Željezničar: 1971-1972

### Individuale
- Calciatore jugoslavo dell'anno: 1

1974